# Place Garéguine Njdeh
La Place Garéguine Njdeh, en arménien : Գարեգին Նժդեհի Հրապարակ, est une place de la ville d'Erevan en Arménie. 

## Situation et accès
Cette place réputée comme étant la seconde de la ville en taille est située dans le district de Chengavit.
Une station de métro se trouve sur la place.

## Origine du nom
Elle porte le nom de Garéguine Njdeh.

## Historique
Officiellement inaugurée le 30 avril 1959, elle s'est d'abord appelée « Place Souren Spandarian ».
Elle est rebaptisée « Place Garéguine Njdeh » le 25 mai 1991.